# Hỳbris (Fast Animals and Slow Kids)
| Recensione | Giudizio |
| ---------- | -------- |
| Ondarock   | 7/10     |
| Rockit     | Positivo |

Hỳbris (pronunciato "Ubris") è il secondo album in studio dei Fast Animals and Slow Kids, pubblicato il 18 marzo 2013 per Woodworm.

## Descrizione
Il disco è stato registrato nell'ottobre 2012 al Macchione Studio, con Andrea Marmorini e Jacopo Gigliotti alla produzione. È stato distribuito da Audioglobe e To Lose La Track per il vinile.
Il gruppo ha voluto pubblicare l'album in free download con licenza Creative Commons BY-NC-SA-3.0.

## Tracce
1. Un pasto al giorno – 3:53
2. Fammi domande – 3:37
3. Combattere per l'incertezza – 4:11
4. Dove sei – 2:37
5. A cosa ci serve – 4:24
6. Farse – 2:44
7. Maria Antonietta – 4:54
8. Troia – 2:52
9. Calce – 5:33
10. Canzone per un abete, Parte II – 3:18
11. Treno – 5:00

Durata totale: 43:03